# جدار خلوي ثانوي
الجدار الخلوي الثانوي هو الهيكل المكتشف في العديد من الخلايا النباتية، والواقعة بين الجدار الخلوي الأولي وغشاء البلازما. وتبدأ الخلية بإنتاج الجدار الخلوي الثانوي بعد استكمال الجدار الخلوي الأولي وتوقف امتداد الخلية.
توفر الجدران الخلوية الثانوية حماية إضافية للخلايا وصلابة وقوة للنبات بشكل عام. ويتم بناء هذه الجدران من أربطة طبقية من الليفيات الدقيقة السلولوزية، حيث تكون الألياف متوازية داخل كل طبقة. إن إدراج الليغنين يجعل الجدار الخلوي الثانوي أقل مرونة وأقل نفاذية للماء مقارنة بالجدران الخلوية الأولية. وبالإضافة إلى جعل الجدران أكثر مقاومة للانحلال، تُعتبر طبيعة الليغنين الكارهة للماء داخل هذه الأنسجة أمرًا أساسيًا للاحتواء على الماء داخل أنسجة الأوعية الدموية التي تحمله داخل النبات.
ويتكون جدار الخلية الثانوي من سليولوز بالإضافة إلى عديدات السكاريد والليغنين والبروتين السكري. وأحيانًا تحتوي على ثلاث طبقات مختلفة هي - S1 وS2 وS3 - حيث يختلف اتجاه السليولوز بين الطبقات.

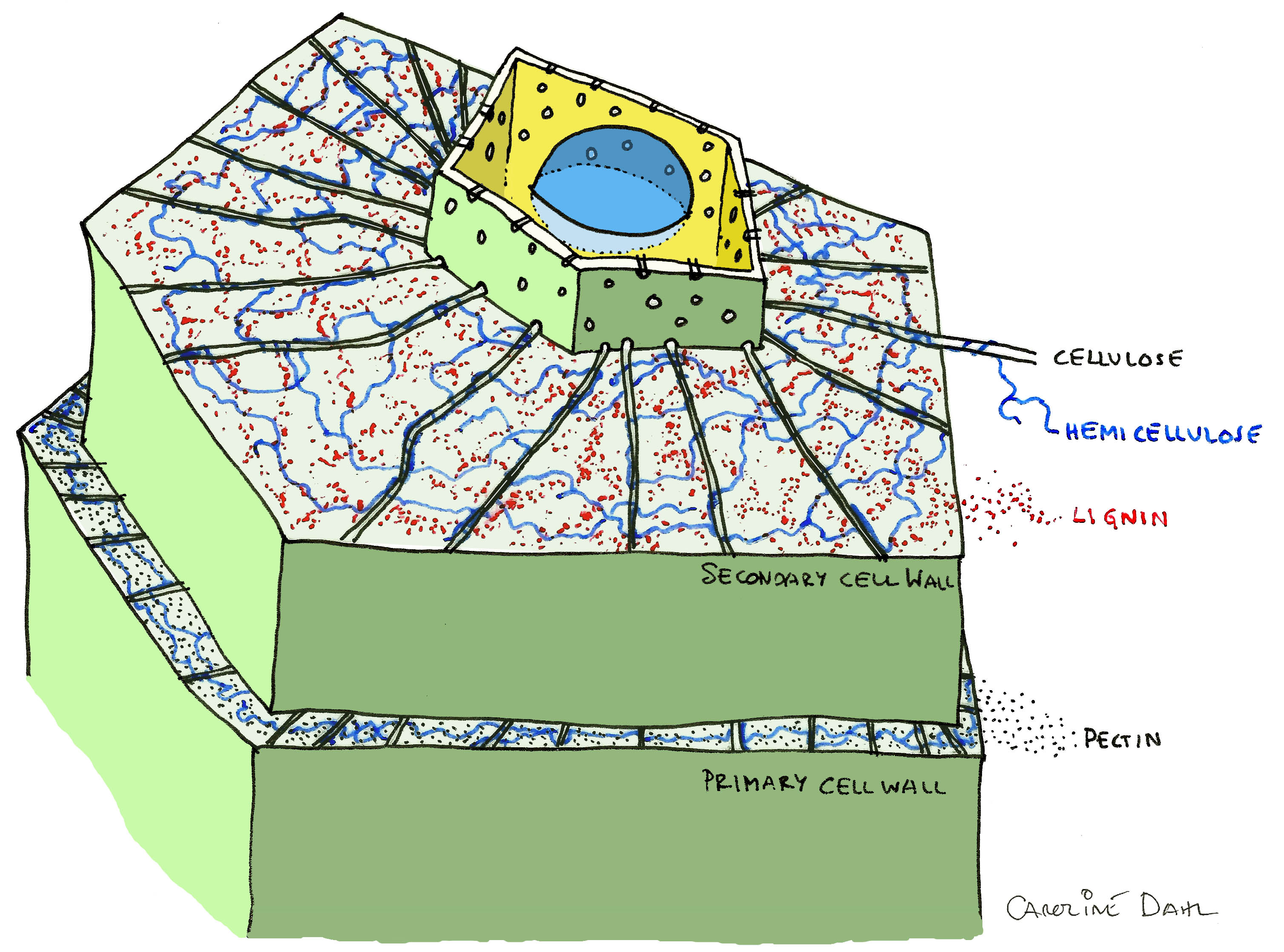
منظر عام للخلية النباتية يبين جدار الخلية الثانوية.

ويتمتع الجدار الخلوي الثانوي بنسب مختلفة من المكونات بالمقارنة مع الجدار الخلوي الأساسي. ومثال على ذلك، يحتوي الجدار الخلوي الثانوي في الخشب على عديد سكاريد يُسمى زيلان (xylan)، بينما يحتوي الجدار الخلوي الأساسي على زيلوجلوكان (xyloglucan) عديد السكاريد.
كما أن نسبة السليولوز في الجدران الخلوية الثانوية أعلى أيضًا. قد تكون البكتينات غائبًا أيضًا عن الجدران الخلوية الثانوية، وعلى عكس الجدران الأساسية، لم يتم تحديد بروتين هيكلي أو إنزيمات. وبسبب النفاذية المنخفضة من خلال الجدران الخلوية الثانوية، يتم النقل الخلوي من خلال فتحات موجودة في الجدار تُسمي الثقوب.
في الغالب، يتكون الخشب من الجدران الخلوية الثانوية، ويحمل النبات ضد الجاذبية.
وتخزن بعض الجدران الخلوية الثانوية المواد الغذائية، مثل تلك الموجودة في الكوتيليدونات وسويداء البذرة. تحتوي هذه النباتات على القليل من السليولوز، وكثير من عديد السكاريد.